# Rán

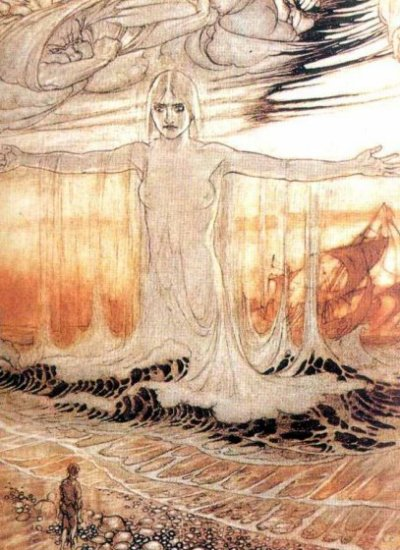
Ilustrace Rán od Arthura Rackhama, 1911

Rán je severská bohyně bouří a manželka boha moří Aegiho. Má síť, do které chytá utonulé námořníky. Ti se snažili si ji naklonit obětinami v podobě mincí, které házeli do moře. Všichni lidé, kteří se utopí, budou po smrti u ní. Se svým manželem má devět dcer, které by měly být matkami Heimdalla. Jejich jména znamenají různé druhy vln: Himinglæva, Dúfa, Blóðughadda, Hefring, Uðr, Hrönn, Bylgja, Dröfn a Kólga, česky Jasná, Vysoká, Rudovlasá, Stoupající, Pěnící, Chladivá, Proudící, Bouřlivá a Přívalová.